# Daisuke Yoneyama
Daisuke Yoneyama (米山 大輔 Yoneyama Daisuke?, nacido el 10 de junio de 1982 en Kuwana) es un exfutbolista japonés. Jugaba de centrocampista y su último club fue el Zweigen Kanazawa de Japón.

## Trayectoria

### Clubes
| Club             | País  | Año         |
| ---------------- | ----- | ----------- |
| Cerezo Osaka     | Japón | 2001 - 2005 |
| Sagan Tosu       | Japón | 2003        |
| Rosso Kumamoto   | Japón | 2005 - 2006 |
| Zweigen Kanazawa | Japón | 2007 - 2008 |